# Sergei Lepmets
Sergei Lepmets (Tallinn, 5 aprile 1987) è un ex calciatore estone, di ruolo portiere.

## Statistiche

### Cronologia presenze e reti in nazionale
| Cronologia completa delle presenze e delle reti in nazionale ― Estonia | Cronologia completa delle presenze e delle reti in nazionale ― Estonia | Cronologia completa delle presenze e delle reti in nazionale ― Estonia | Cronologia completa delle presenze e delle reti in nazionale ― Estonia | Cronologia completa delle presenze e delle reti in nazionale ― Estonia | Cronologia completa delle presenze e delle reti in nazionale ― Estonia | Cronologia completa delle presenze e delle reti in nazionale ― Estonia | Cronologia completa delle presenze e delle reti in nazionale ― Estonia |
| Data                                                                   | Città                                                                  | In casa                                                                | Risultato                                                              | Ospiti                                                                 | Competizione                                                           | Reti                                                                   | Note                                                                   |
| ---------------------------------------------------------------------- | ---------------------------------------------------------------------- | ---------------------------------------------------------------------- | ---------------------------------------------------------------------- | ---------------------------------------------------------------------- | ---------------------------------------------------------------------- | ---------------------------------------------------------------------- | ---------------------------------------------------------------------- |
| 30-5-2018                                                              | Rakvere                                                                | Estonia                                                                | 2 – 0                                                                  | Lituania                                                               | Amichevole                                                             | -                                                                      |                                                                        |
| 15-10-2018                                                             | Tallinn                                                                | Estonia                                                                | 3 – 3                                                                  | Ungheria                                                               | UEFA Nations League 2018-2019 - 1º turno                               | -2                                                                     | 43’                                                                    |
| 18-11-2018                                                             | Atene                                                                  | Grecia                                                                 | 0 – 1                                                                  | Estonia                                                                | UEFA Nations League 2018-2019 - 1º turno                               | -                                                                      | 89’                                                                    |
| 11-1-2019                                                              | Doha                                                                   | Estonia                                                                | 2 – 1                                                                  | Finlandia                                                              | Amichevole                                                             | -1                                                                     | 71’                                                                    |
| 21-3-2019                                                              | Belfast                                                                | Irlanda del Nord                                                       | 2 – 0                                                                  | Estonia                                                                | Qual. Euro 2020                                                        | -2                                                                     |                                                                        |
| 8-6-2019                                                               | Tallinn                                                                | Estonia                                                                | 1 – 2                                                                  | Irlanda del Nord                                                       | Qual. Euro 2020                                                        | -2                                                                     | 64’                                                                    |
| 11-6-2019                                                              | Magonza                                                                | Germania                                                               | 8 – 0                                                                  | Estonia                                                                | Qual. Euro 2020                                                        | -8                                                                     |                                                                        |
| 6-9-2019                                                               | Tallinn                                                                | Estonia                                                                | 1 – 2                                                                  | Bielorussia                                                            | Qual. Euro 2020                                                        | -2                                                                     |                                                                        |
| 9-9-2019                                                               | Tallinn                                                                | Estonia                                                                | 0 – 4                                                                  | Paesi Bassi                                                            | Qual. Euro 2020                                                        | -4                                                                     |                                                                        |
| 10-10-2019                                                             | Minsk                                                                  | Bielorussia                                                            | 0 – 0                                                                  | Estonia                                                                | Qual. Euro 2020                                                        | -                                                                      |                                                                        |
| 13-10-2019                                                             | Tallinn                                                                | Estonia                                                                | 0 – 3                                                                  | Germania                                                               | Qual. Euro 2020                                                        | -3                                                                     | 30’                                                                    |
| 19-11-2019                                                             | Amsterdam                                                              | Paesi Bassi                                                            | 5 – 0                                                                  | Estonia                                                                | Qual. Euro 2020                                                        | -5                                                                     |                                                                        |
| Totale                                                                 |                                                                        | Presenze                                                               | 12                                                                     |                                                                        | Reti                                                                   | -29                                                                    |                                                                        |

## Palmarès

### Club

#### Competizioni nazionali
- Campionato estone: 3

Levadia Tallinn: 2007, 2008, 2009
- Coppa d'Estonia: 4

Levadia Tallinn: 2006-2007, 2009-2010, 2017-2018, 2020-2021
- Supercoppa d'Estonia: 1

Levadia Tallinn: 2018